# چیزی از نایت ساید
چیزی از نایت ساید (Something from the Nightside) کتاب اول از مجموعهٔ ۱۲ جلدی رمان‌های فانتزی نایت ساید نوشتهٔ سیمون آر.گرین نویسندهٔ بریتانیایی است که در سال ۲۰۰۳ منتشر شد.

## شخصیت‌ها
- جان تیلور

جان تیلور کارگاه خصوصی است. با قدرت مادرزادی (چشم نهان، چشم سوم) که دارد می‌تواند اشیا و اشخاص را پیدا کند. او در نایت ساید شهرت بدی دارد، که باعث ترساندن دیگران می‌شود. افراد زیادی در نایت ساید از بچگی می‌خواهند او را بکشند.
- سوزی تیرانداز

سوزی دختری است عاشق تیراندازی و سلاح مورد علاقه اش یک شاتگان است.
- ریزر ادی

ادی سال‌ها پیش در خیابان خدایان معامله ای کرد که کسی از محتوای آن خبری ندارد؛ ولی از آن زمان به بعد ادی را با هیچ سلاحی نمی‌توان کشت به جز چاقوی خودش.
- واکر

واکر نمایندهٔ اولیای امور است.
- کالکتر

کالکتر علاقه شدیدی به جمع کردن اشیا دارد.
- الکس موریسی

الکس صاحب قدیمی‌ترین بار دنیا، استرنج فلوز است و نَسَبَش به مرلین می‌رسد. همیشه لباس سیاه می‌پوشد چون هیچ رنگ تیره تری نمی‌شناسد.

## فصل‌ها
کتاب چیزی از نایت ساید در یازده فصل نگاشته شده‌است:
1. پول وارد می شود
2. رسیدن به آنجا
3. نئون نوار
4. همه به استرنج فلوز می‌روند،اگر بدانند چه چیز برایشان مفید است
5. شکنجه گران روح
6. حمله به قلعه
7. توحش محض
8. استراحت در توقفگاه زمان
9. خانه مرموز
10. درون هیولا
11. حقیقت آشکار میشود

## خلاصه داستان
جان پنج سال است که نایت ساید را ترک کرده، تا اینکه بخاطر یک پرونده به نایت ساید بر می‌گردد.

### مادر جان تیلور
در این کتاب معلوم می‌شود که مادر جان یک انسان نبوده‌است.
این کتاب توسطه زهره حق بین و رویا خادم الرضا و علی مصلح حیدرزاده ترجمه شده است و نشر ویدا آن را منتشر کرده